# Malcolm (fils du roi des Cumbriens)
Pour les articles homonymes, voir Malcolm.
Máel Coluim (fl. 1054) est un magnat du XIe siècle qui semble avoir été établi soit comme roi d'Alba ou comme roi de Strathclyde. En 1055, Siward Earl de Northumbrie  défait Mac Bethad mac Findlaích, le souverain du royaume d'Alba. À la suite de ce succès militaire contre les Scots, plusieurs sources avancent que Siward établit Máel Coluim comme roi. On ignore si cela concerne le royaume d'Alba ou le royaume de Strathclyde.
Le fait que Máel Coluim est décrit comme un « Fils du roi des Cumbriens » suggère qu'il était un membre de la famille royale de Cumbria dynastie régnante du royaume de Strathclyde, et doit indiquer une étroite relation familiale avec  Owain Foel, roi de Strathclyde, le dernier souverain connu du royaume de  Strathclyde. Son nom gaélique de Máel Coluim semble indiquer qu'en ligne maternelle il était un descendant de la  maison d'Alpin d' Alba, et que de ce fait il pouvait aussi émettre des prétentions au trône d'Écosse.
Les actes de Máel Coluim demeurent inconnus. Le fait que Siward meurt dès 1055, et que Mac Bethad demeure souverain d'Alba jusqu'en 1057, suggère que Máel Coluim est rapidement écarté. Il apparaît que les domaines du sud du royaume de  Strathclyde c'est-à-dire les territoires au-delà de la  Solway tombent entre les mains de Siward au cours de son  floruit . Les domaines les plus au nord du royaume semblent avoir été conquis par Máel Coluim mac Donnchada, roi d'Alba entre 1058 et 1070, et il n'est pas certain qu'un royaume indépendant de  Strathclyde n'existait plus à l'époque de cette conquête. Dans tous les cas , Máel Coluim apparaît dans les sources comme le dernier membre de la dynastie royale de Cumbria.

## Contexte
Máel Coluim semble avoir été un membre de la dynastie royale de Cumbria; les souverains du royaume de Strathclyde. Le Chronicon ex chronicis  du XIIe siècle l'identifie comme "fils du roi des Cumbriens" (regis Cumbrorum filium). Il serait un proche parent peut-être un descendant; d'Owain Foel, roi de Strathclyde (fl. 1018), un souverain attesté en 1018 lorsqu'il assiste les  Scots contre les Northumbriens lors de la Bataille de Carham. Alors que l'on ne sait rien du sort d'Owain Foel ni du royaume Cumbrien après la victoire des scots.

## Fils du roi des Cumbriens?

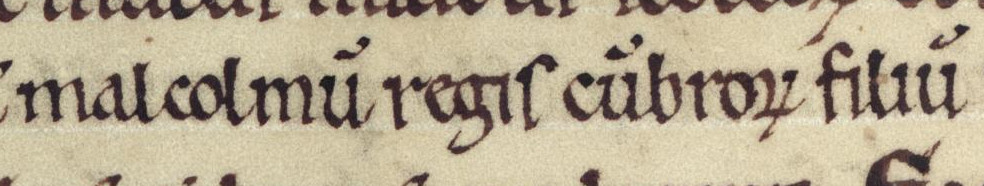
Le nom et la parenté de Máel Coluim tels qu'il apparaissent sur la 338 de l' Oxford Corpus Christi College MS 157 (Chronicon ex chronicis).

En 1054, le royaume d'Alba est envahi par Siward lors d'une campagne évoquée par la Chronique anglo-saxonne. Selon le Gesta Regum Anglorum du XIIe siècle, et Chronicon ex chronicis, Siward soutient Máel Coluim qui s'oppose Mac Bethad mac Findlaích, roi d' Alba. Une possible interprétation de ces sources est que ce Máel Coluim se réfère  à l'opposant à  Mac Bethad c'est-à-dire Máel Coluim mac Donnchada, qui régnera comme roi d'Alba de 1058 à 1093. S'il s'agit bien de lui cela signifie que son père, Donnchad ua Maíl Choluim personnage qui a régné comme roi d'Alba 1034 à 1040;  aurait été également roi de Strathclyde. Dans ce cas Donnchad aurait obtenu ce second titre de son grand-père, Máel Coluim mac Cináeda, roi d'Alba, après la mort d'Owain Foel en ou après 1018.

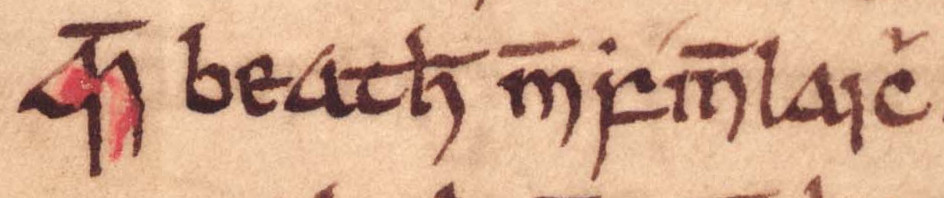
Le nom de Mac Bethad mac Findlaích tel qu'il apparaît sur le folio 41v of Oxford Bodleian Library MS Rawlinson B 489 (les Annales d'Ulster).

A cette hypothétique succession Cumbrienne s'oppose les mentions des Gesta regum Anglorum et Chronicon ex chronicis. Il n'y a par ailleurs aucune évidence au fait que Donnchad n'ait jamais été roi de Cumbria. Si ces sources se réfèrent vraiment au fils de Donnchad, on ne sait pas pourquoi elles décrivent Máel Coluim comme le fils d'un simple roi Cumbrien par opposition à celui d'un roi écossais - ce que Donnchad était certainement - ou pourquoi ils ne l'identifient pas simplement comme un fils de Donnchad lui-même. En fait, il n'y a aucune autre preuve que Máel Coluim mac Donnchada était à Alba ou en Northumbrie en 1054, ou qu'il ait un lien quelconque avec la victoire de Siward sur Mac Bethad. Mac Bethad semble avoir tenu le royaume d'Écosse jusqu'en 1057, et ensuite avoir eu comme successeur Lulach mac Gilla Comgáin. Néanmoins, les Annales Lindisfarnenses et Dunelmenses du XIIe siècle indiquent que Siward avait imposé un roi à la place de Mac Bethad avant que celui-ci ne puisse reprendre le contrôle du royaume.

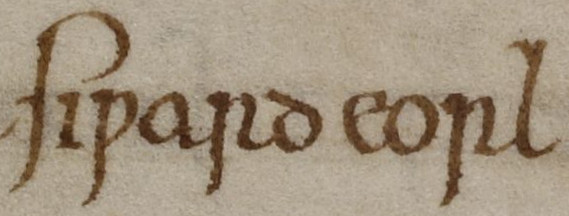
Le nom et le titre de Siward tels qu'ils apparaissent sur le folio 161v de la British Library Cotton MS Tiberius B I (version C de la Chronique anglo-saxonne): Siward eorl.

Plutôt que d'être membre de la dynastie royale des Alpin d'Alba, il est plus probable que Máel Coluim soit en fait un membre de la dynastie cumbrienne,peut-être un fils, ou un petit-fils d'Owain Foel lui-même. Un autre membre de cette famille est connu sous ce même nom.
Si Máel Coluim est vraiment un membre de cette lignée, il est possible que les  Scots l'aient privé du royaume de Cumbria après la mort d'Owain Foel, et que Siward ait installé Máel Coluim comme roi des Cumbriens à la suite de sa victoire contre Mac Bethad. Une autre possibilités, émane du récit des événements fait par le Chronicon ex chronicis, est que Siward installe Máel Coluim comme roi d'Alba. Ce nom de  Máel Coluim démontre à l'évidence qu'il pouvait avoir un lien familial avec la maison d'Alpin; peut-être même en ligne féminine, avec l'allié de Owain Foel lors du combat de  Carham, Máel Coluim mac Cináeda. Si Máel Coluim était de ce fait un petit-fils en ligne maternelle du roi d'Écosse, il avait certainement la possibilité de réclamer le trône d'Écosse. On ne sait rien de Máel Coluim roi putatif d'Alba, toutefois, il y a des raisons d'envisager qu'il régnait comme un roi fantoche pour le compte des Angles avec l'accord tacite de l’aristocratie scote.s